# Schietpartij in Geneva County
De Schietpartij in Geneva County is de dodelijkste schietpartij in de geschiedenis van Alabama. Op 10 maart 2009 schoot Michael Kenneth McLendon tien mensen dood en verwondde zes anderen tussen de gemeenschappen Kinston, Samson en Geneva in Geneva County, Alabama.

## Schietpartij
McLendon, toen 28 jaar oud, begon zijn aanvallen omstreeks 15.30 uur op 10 maart 2009 in het huis van zijn moeder, waar ze woonden in Kinston, een stad met 540 inwoners. McLendon schoot zijn moeder en hun drie honden dood en stak het interieur van het huis in brand. Hij reed naar het huis van zijn oom in de kleine stad Samson, met ongeveer 2.000 inwoners. Daar schoot hij zijn oom, twee neven, een buurman en het dochtertje van de buurman neer, die allemaal op de veranda van het huis van zijn oom en tante zaten. Zijn tante ontsnapte ongedeerd aan de schietpartij omdat ze in het huis was, terwijl het vier maanden oude dochtertje van de buurman haar schotwonden overleefde. McLendon ging toen naast de deur en schoot zijn grootmoeder van moederskant dood.
McLendon verliet het huis van zijn grootmoeder en begon te rijden, waarbij hij vanuit zijn auto op mensen schoot. De eerste die stierf was de 43-jarige Sonya Smith, een pompbediende. McLendon schoot vervolgens Bruce Malloy dood, een 51-jarige automobilist die langs hem reed. Het laatste dodelijke slachtoffer was de 24-jarige James Starling, die McLendon in de rug schoot toen hij probeerde weg te komen. McLendon schoot en verwondde ook vier andere personen die aan zijn aanval probeerden te ontsnappen. Hij reed langs Highway 52 richting Geneva, bleef vanuit zijn auto schieten en leidde uiteindelijk de politie op een achtervolging van 39 km.
Wetshandhavers probeerden op een gegeven moment de auto van de verdachte te stoppen door hem zijdelings te rammen (PIT-manoeuvre), maar hij schoot op hen met een geweer, waarbij hij de politiechef van Geneva, Frankie Lindsey, aan de arm verwondde, en bleef doorgaan. McLendon bereikte Reliable Building Products, eigendom van Ruskin Company, waar hij in 2003 had gewerkt. Na een vuurgevecht met de politie pleegde hij zelfmoord in het gebouw. Hij had zoveel munitie in zijn auto dat het erop leek dat hij van plan was nog veel meer mensen te vermoorden. Toen de politie McLendon dood aantrof door een schot, was het aanvankelijk onduidelijk of het schot hemzelf was toegebracht. Volgens latere berichten heeft hij zelfmoord gepleegd.
De schietpartij duurde bijna een uur voordat McLendon om 16.17 uur dood werd aangetroffen. Hij bleek gewapend te zijn met een SKS van Sovjet-makelij en een Bushmaster. Hij had ook minstens één .38-kaliberpistool, aldus de politie. Hij vuurde meer dan 200 kogels af, zei de politie op een persconferentie. In zijn auto werd een grote hoeveelheid munitie aangetroffen.